# Rio Claro (Trynidad i Tobago)
Rio Claro – miasto w Trynidadzie i Tobago, na wyspie Trynidad, siedziba administracyjna regionu Rio Claro-Mayaro.